# Komiyasoma
Komiyasoma is een kevergeslacht uit de familie van de boktorren (Cerambycidae). De wetenschappelijke naam van het geslacht werd voor het eerst geldig gepubliceerd in 2013 door Drumont & Do.

## Soorten
Komiyasoma is monotypisch en omvat slechts de volgende soort:
- Komiyasoma lei Drumont & Do, 2013